# Серро-Батові

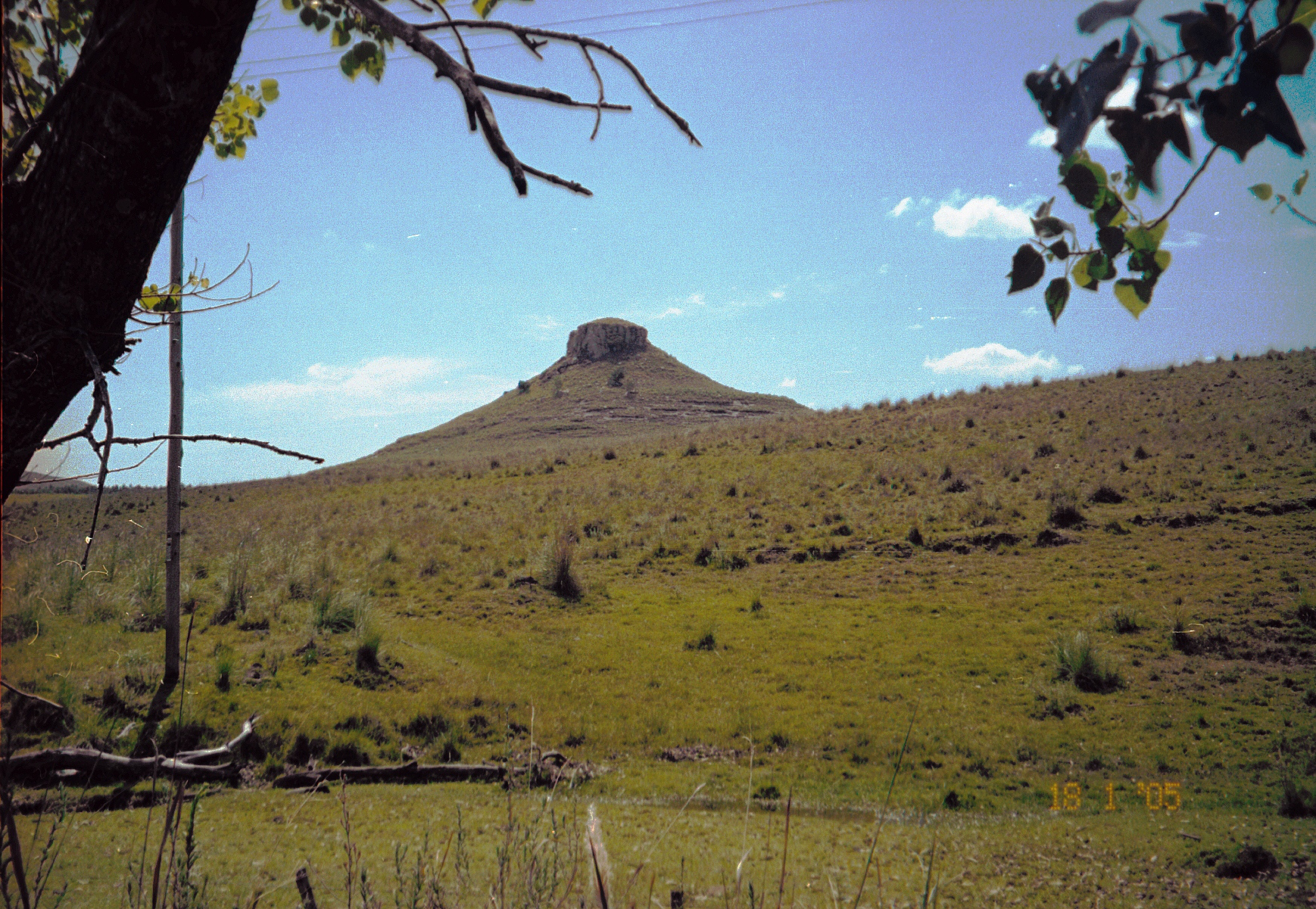
Пагорб Серро-Батові

Серро-Батові (ісп. Cerro Batoví) — пагорб в Угугваї, який знаходиться на відстані 25 кілометрів від міста Такуарембо, столиці однойменного департаменту. Його висота становить 224 метри.

## Походження назви
В перекладі з гуарані означає "сосок діви", завдяки специфічній формі пагорба. Пагорб є символом департаменту Такуарембо.
| Уругвай | Це незавершена стаття з географії Уругваю. Ви можете допомогти проєкту, виправивши або дописавши її. |